# كان رفيجي (فلم)
فيلم سينمائي كويتي من إخراج أحمد الخلف وتأليف يعرب بورحمه وبطولة خالد البريكي ، فيصل العميري ، عبد المحسن القفاص ، فاطمة الصفي ، مرام البلوشي ، روان الصايغ. 
يعتبر في كان رفيجي من أنجح وانضج التجارب السينمائية الكويتية في السنوات الماضية ، حقق نجاح كبير في دور السينما الكويتية والخليجية ، كما شارك في العديد من المهرجانات والملتقيات السينما في الوطن العربي واوكرانيا منها مهرجان القاهرة السينمائي الدولي آفاق السينما العربية وتم عرضه في أسابيع ثقافيه ومؤتمرات في بريطانيا وأمريكا وأوكرانيا. 
انتقلت نجاحات الفيلم للشاشة الفضيه حيث عرض على شاشات شبكة أوربت شوتايم شبكة أوربت شوتايم حصريا ومؤخرا تم عرضه على شبكة نتفليكس ليصبح أول فيلم كويتي يعرض على شبكاتها ، كما عرض على شاشات الطيران. 
فيلم كان رفيجي ألهم العديد من التجارب السينمائية من بعده وشجع على صناعة الافلام بدولة الكويت. وفي عام 2015 حاز المخرج أحمد الخلف على جائزة الدولة التشجيعية في مجال الاخراج السينمائي عن فيلم كان رفيجي . 
ومن جهة أخرى أنتشرت أغنية الفيلم في الإذاعات والتي غنتها الفنانة نوال الكويتية لتصبح أيقونة الفيلم وهي كلمات علي عسيري وألحان المبدع مشعل العروج .